# Overschie (stadsdeel)
Overschie is een wijk en stadsdeel van de gemeente Rotterdam. Overschie telde op 1 januari 2023 19.745 inwoners en heeft een oppervlakte van 15,80 km².

## Geschiedenis
Overschie is een voormalige gemeente in Zuid-Holland. De naam Overschie wordt reeds in de tiende eeuw genoemd ('Ouwer Schie'), toen het dorp een kleine nederzetting in een groot moerasgebied was.
In Overschie komen de vier wateren bij elkaar die alle vier kortweg met Schie worden aangeduid: De Delfshavense Schie, de Delftse Schie, de Rotterdamse Schie en de Schiedamse Schie. De Schie werd een belangrijke transportroute in de dertiende eeuw, toen de Schielands Hoge Zeedijk werd aangelegd tussen Vlaardingen en Gouda, waarbij twee havens werden gecreëerd bij de Schie en de Rotte. De eerste werd belangrijk voor de ontwikkeling van Overschie, de tweede voor die van Delfshaven (Delfts Haven geeft aan dat deze haven belangrijk was voor de stad Delft). De Schiedamse Schie dateert uit ca. 1250. In 1340 kreeg de stad Rotterdam toestemming om een kanaal te graven tussen het centrum en Overschie: De Rotterdamse Schie. De Delfshavense Schie werd in 1389 gegraven.
Tijdens de Hoekse en Kabeljauwse twisten kreeg Overschie het zwaar te verduren. Het lag tussen het Kabeljauwse Delft en het Hoekse Rotterdam en is afwisselend door beide partijen ingenomen, waarbij relatief veel inwoners het leven lieten. De kerk en een aantal huizen werd in 1489 in brand gestoken toen de Rotterdammers het dorp weer moesten opgeven.
Terwijl de plaatsen rond Overschie groeiden, is de plaats zelf altijd klein gebleven. Uiteindelijk is Overschie in augustus 1941 door de buurgemeente Rotterdam geannexeerd. Direct na de oorlog is de gemeente Rotterdam begonnen met de bebouwing van de Kleinpolder. Het was een pilot-project met materialen en prefab-methoden om de bouwtijd te versnellen.

## Bestuur
Rotterdam heeft vanaf 1945 een zekere decentralisatie nagestreefd. Meteen na de oorlog zijn daarom wijkraden opgericht, ook in de delen van de stad die van oudsher zelfstandige gemeenten waren zoals Overschie en Hillegersberg. Het gemeentehuis werd een hulpsecretarie, waar burgerzaken dicht bij de mensen konden worden afgewikkeld. De wijkraden konden de gemeenteraad gevraagd en ongevraagd adviseren. Op den duur vroegen de wijkraden om meer bevoegdheden. Uiteindelijk is daarnaar geluisterd en rond 1980 ontstonden de deelgemeenten. Deze werden in 2014 door de centrale overheid, het Rijk, opgeheven; de formele vertegenwoordiging van de wijk is nu een gebiedscommissie.

## Geografie
Het oude Overschie is redelijk goed intact gebleven. De Dorpsstraat ligt bij de plek waar de vier Schieën uiteen gaan. Aan weerszijden staan historische huisjes, met als opvallendste bouwwerken het Raedthuys, de Hervormde en de Rooms-katholieke kerk. Net buiten het dorp ligt het landgoed De Tempel met een baroktuin uit de achttiende eeuw.
Overschie is een van de meest uitgestrekte Rotterdamse stadsdelen, het is met een inwonertal van ruim 17.000 relatief dunbevolkt. De naoorlogse woonwijken zijn ruim opgezet en omgeven door groen. Het stadsdeel bestaat uit de oude dorpskern en de statige Rotterdamse Rijweg, Schiewijk uit 1922 en woonwijken uit de tijd van de wederopbouw. De laatst gebouwde wijk is Park 16Hoven. Het Overschiese woongebied wordt door Rijksweg 13 doorsneden. Tegen Overschie aan bevinden zich economische pijlers als vliegveld Zestienhoven en de bedrijventerreinen de Spaanse Polder en Rotterdam-Noordwest.
Winkelconcentraties zijn er aan Abtsweg, Hoornweg en Burgemeester Baumannlaan. Op de hoek van de Van Noortwijckstraat en Duyvesteynstraat wordt sedert 1958 iedere vrijdag markt gehouden. Overschie had anno 2010 vijf basisscholen.

## Buurten en buurtschappen in Overschie
- Kleinpolder -West en -Oost
- Landzicht
- Zweth
- Kandelaar
- Zestienhoven

## Galerij

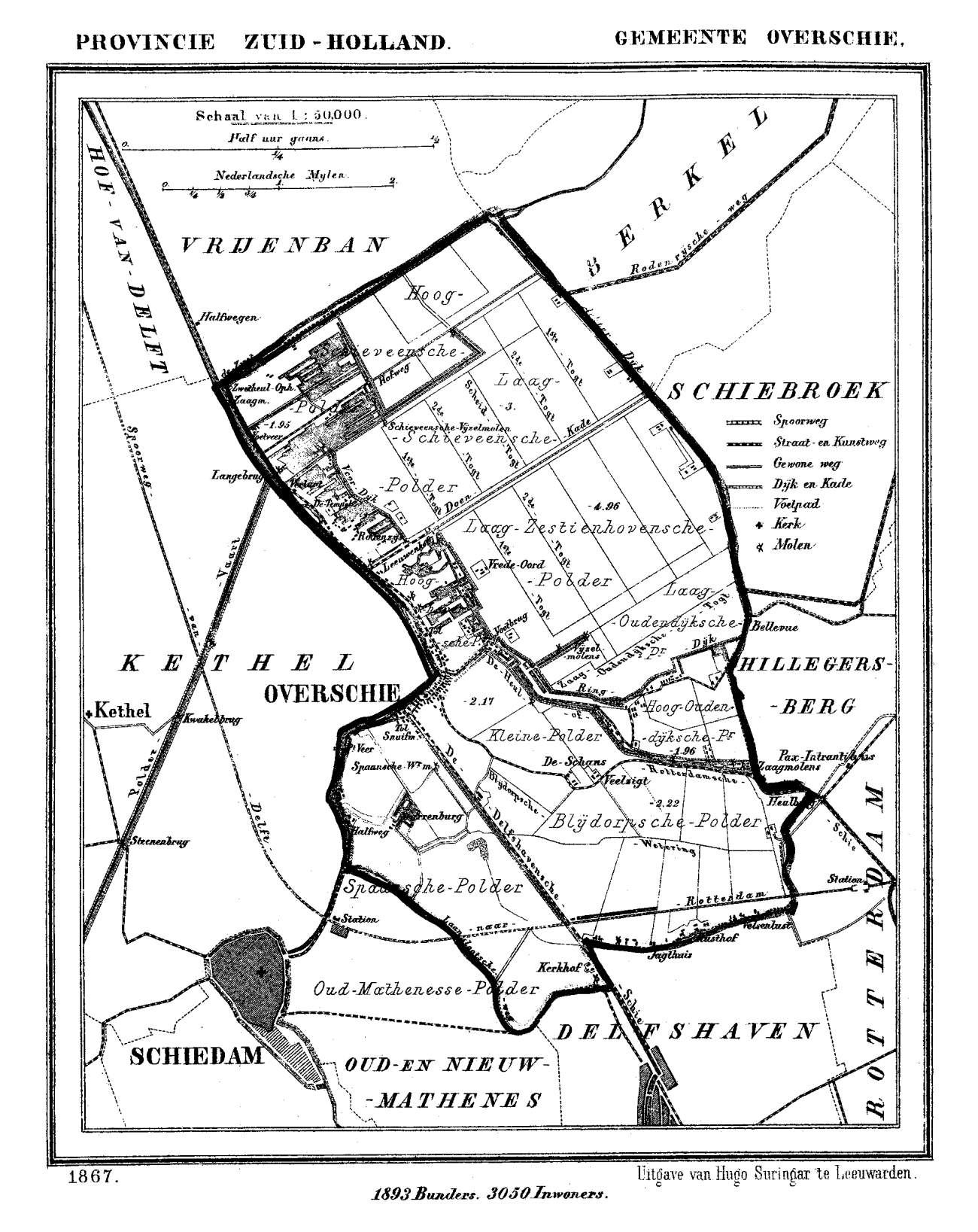
Oude kaart circa 1870. Grote versie hier
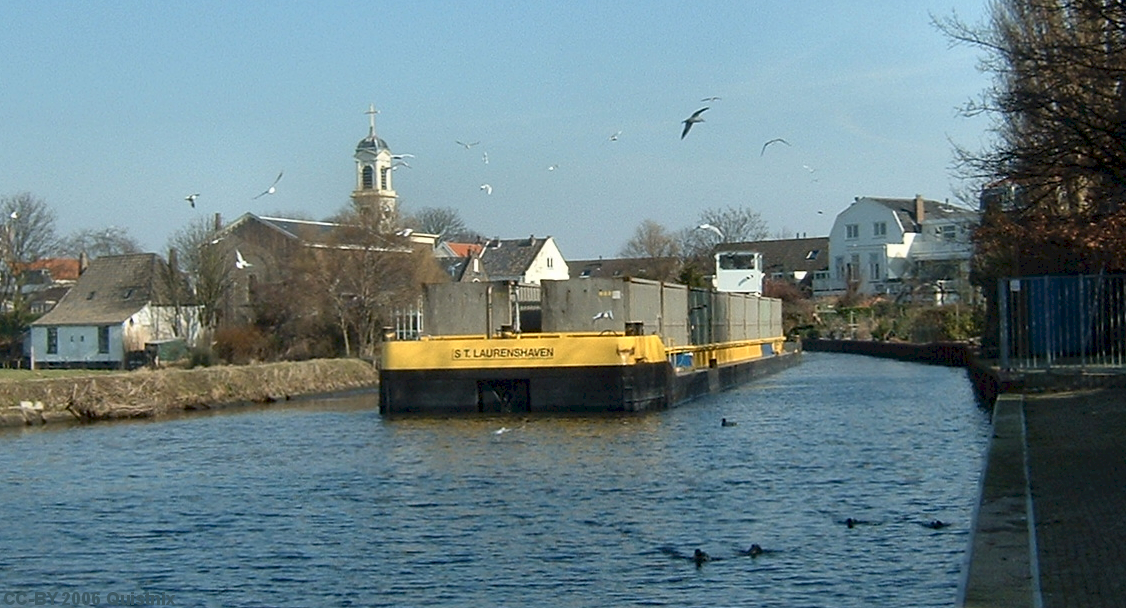
Een duwboot passeert Overschie
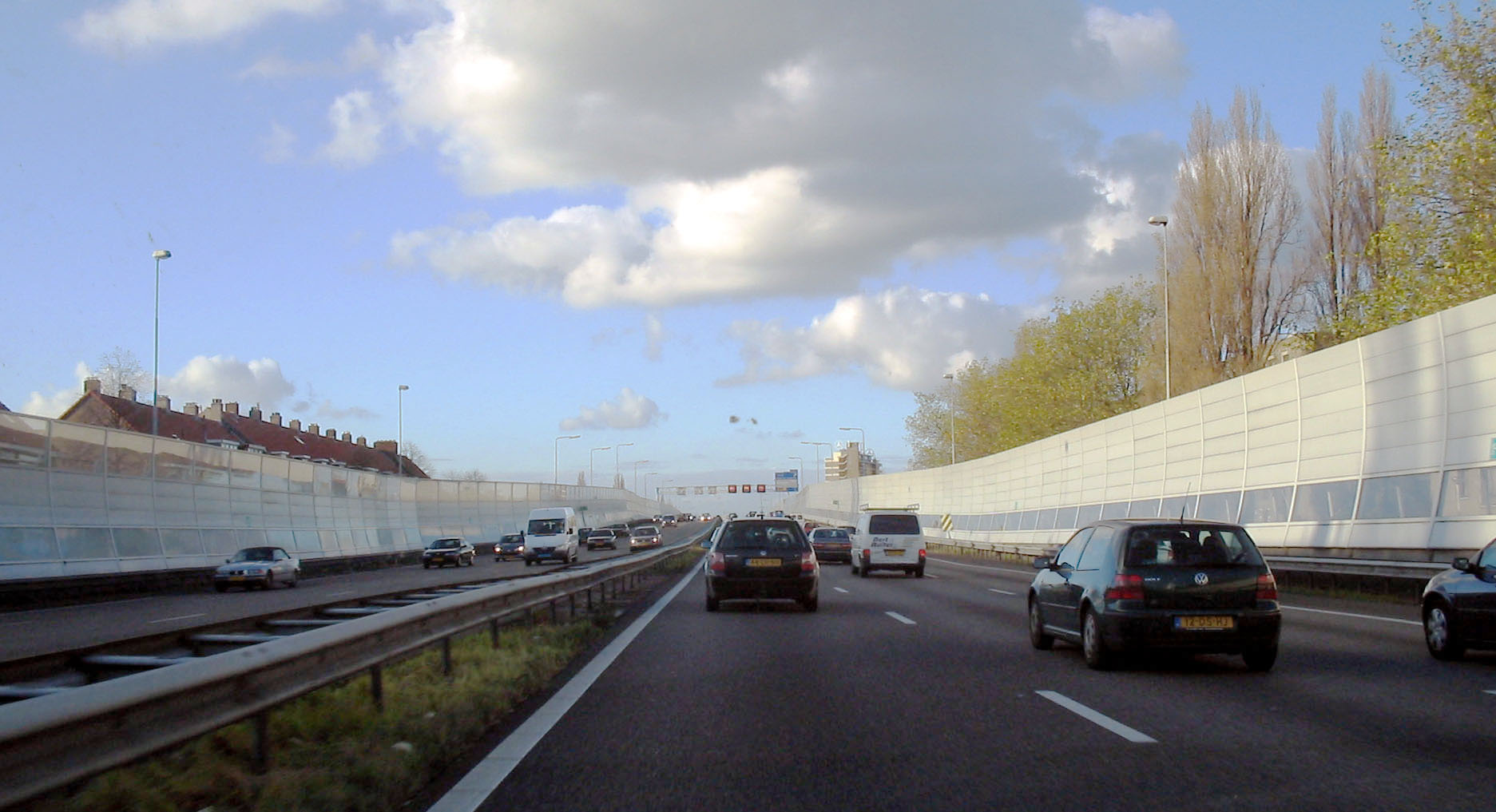
Rijksweg 13 deelt Overschie in tweeën
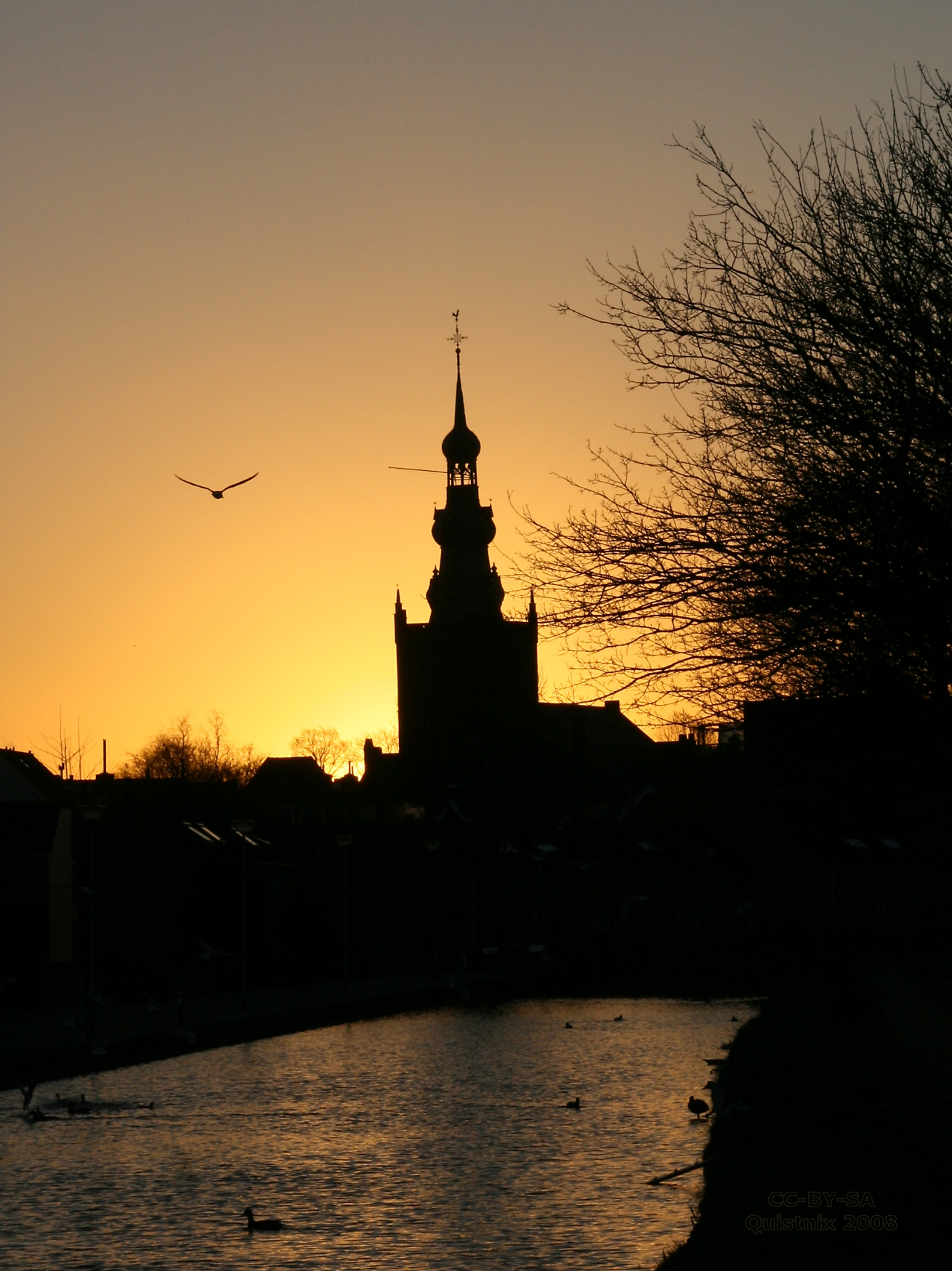
Overschie bij zonsondergang
- Bioscoopjournaal uit januari 1952. Een kale nieuwbouwwijk in Overschie wordt aangekleed met reeds volgroeide bomen.
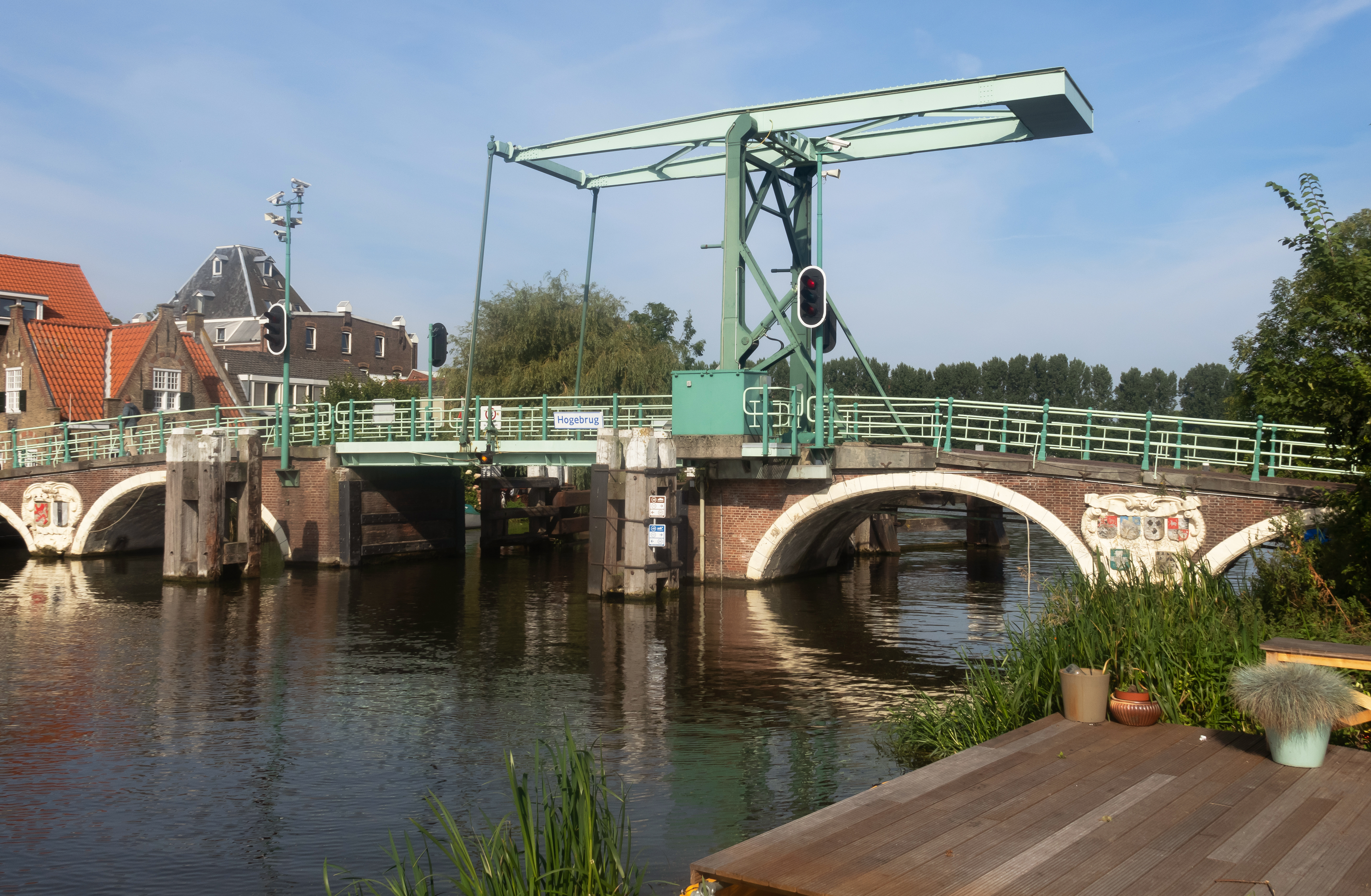
De Hogebrug

## Bestuur

### Zetelverdeling deelraden resp. gebiedscommissies
| Partij                 | Deelraad | Deelraad | Commissie |
| Partij                 | 2006     | 2010     | 2014      |
| ---------------------- | -------- | -------- | --------- |
| LR                     | 5        | 5        | 4         |
| PvdA                   | 6        | 5        | 2         |
| D66                    | -        | 2        | 2         |
| GL                     | 2        | 2        | 1         |
| CDA                    | 2        | 2        | 1         |
| Belangen Overschie/ROP | 3        | 2        | 1         |
| Wijk 8                 | -        | -        | 1         |
| VVD                    | 1        | 1        | -         |
| Totaal                 | 19       | 19       | 12        |

De onderstreepte getallen vormen de hieruit onderhandelde bestuursmeerderheid.

### Vrienden
- Hoek van Holland en Overschie hebben sinds 2009 een politieke vriendschapsrelatie.

## Geboren
- Luitzen Egbertus Jan Brouwer (1881-1966), wiskundige en filosoof
- Jean Schalekamp (1926-2015), schrijver en literair vertaler
- Friso Meeter (1936-2025), advocaat-curator en politicus
- René van Nie (1939-2017), cineast, columnist, scenarioschrijver
- Jules Deelder (1944-2019), dichter, voordrachtskunstenaar, performer en schrijver

## Trivia
Begin jaren 1990 woedde in Overschie er een familievete die regelmatig het landelijk nieuws haalde. In 2009 maakte Peter R. de Vries hier een reportage over genaamd "De oorlog in Overschie".